# Capparis cucurbitina
Capparis cucurbitina là một loài thực vật có hoa trong họ Capparaceae. Loài này được King mô tả khoa học đầu tiên năm 1889.